# Estación de L'Étang-la-Ville
La estación de L'Étang-la-Ville es una estación ferroviaria francesa situada en la comuna homónima, en el departamento de Yvelines, al oeste de París.
Por ella transitan los trenes de cercanías de la línea L del Transilien.

## Historia
Cuando la estación fue inaugurada el 6 de mayo de 1884 por la Compañía de Ferrocarriles del Oeste como parte de la línea Saint-Cloud - Saint-Nom-la-Bretèche, pequeño ramal de apenas 16 kilómetros de la línea París - Versailles, la zona apenas contaba con 400 habitantes y pocos trenes se detenían en la estación.
En 1931 con la electrificación de la línea se elevaron los andenes y se dotó a la estación de una pasarela. 

## Descripción
La pequeña estación que se forma por un pequeño edificio y un anexo se compone únicamente de dos andenes laterales y de dos vías. Dispone de una taquilla abierta casi todo el día y de máquinas dispensadoras de billetes. 